# Matthias Halagahu
Pas d'image ? Cliquez ici

a Compétitions nationales et continentales officielles uniquement.

b Matchs officiels uniquement.
Dernière mise à jour le 19 juillet 2025.
Matthias Halagahu, né le 15 août 2001 à Fréjus (France), est un joueur international français de rugby à XV. Il évolue au poste de deuxième ligne au RC Toulon en Top 14.

## Biographie

### Jeunesse et formation
Matthias Halagahu, d'origine wallisienne, naît à Fréjus dans le Var et grandit au Dramont à Saint-Raphaël. Fils de rugbyman, déclarant que « depuis petit, le rugby c'est toute [sa] vie », il grandit dans l'admiration de ce sport et d'un RC Toulon qui domine alors la scène européenne.
Il prend sa première licence à seulement 4 ans au Rugby Club Draguignan où joue alors son père, avant de rejoindre le Club athlétique raphaëlo-fréjusien  un an plus tard. Contacté ensuite par Éric Dasalmartini, il rejoint le RC Toulon avec les moins de 15 ans, entraînés par l'ancien joueur du club qui l'a repéré. Remarqué par l'entraineur de l'équipe première Patrice Collazo, il prend part à la préparation estivale des Toulonnais en 2019, alors qu'il vient juste d'avoir 19 ans. Travaillant notamment par la suite beaucoup son physique, il intègre à nouveau le groupe professionnel jouant le Top 14 début 2020, son élan étant néanmoins coupé par le confinement de 2020 et l'arrêt du championnat. Il est alors vu comme l'un des plus grands espoirs du centre de formation toulonnais,.
Au niveau international, Matthias Halagahu participe au festival des Six Nations avec les moins de 18 ans français contre l'Irlande, l'Italie et l'Angleterre au printemps 2019,,,,.
L'année suivante, il prend part aux matchs de l'Équipe de France des moins de 20 ans développement, titularisé aux côtés de Joshua Brennan contre l'Italie en janvier, puis à deux reprises contre la Géorgie les mois suivants,,. Il est également convoqué avec l'équipe principale des Bleuets, mais ne fait néanmoins pas ses débuts dans un Tournoi des Six Nations interrompu par la pandémie de Covid-19.

### Carrière professionnelle
Matthias Halagahu fait sa première apparition en Top 14 durant la saison 2020-2021, le 23 octobre 2020, entrant en jeu à la place de Raphaël Lakafia contre le Castres olympique,,. S'intégrant dans la rotation en deuxième ligne derrière des joueurs comme Swan Rebbadj, Brian Alainu'uese, Romain Taofifénua ou encore Eben Etzebeth, il connaît sa première titularisation quelques mois plus tard, le 26 février 2021 lors d'un match contre l'Aviron bayonnais à Mayol,,,. Malgré cette défaite historique contre les Bayonnais, Halagahu continue à monter en puissance avec le RC Toulon, enchaînant à 19 ans les titularisations en mars, et voyant même ses performances mises en avant par Patrice Collazo.
Intégrant le Pôle France en novembre 2021, il participe aux stages de l'équipe de France des moins de 20 ans en préparation d'un Tournoi  des Six Nations des moins de 20 ans qui est finalement reporté en juin 2021,.
Face à la forte concurrence à son poste et à des blessures à l'épaule, il joue peu jusqu'à la saison 2022-2023 durant laquelle il commence à avoir un temps de jeu conséquent et progresse beaucoup. En effet, insatisfait des performances de certains cadres du RCT, Pierre Mignoni, l'entraîneur toulonnais décide d'intégrer de nombreux jeunes dans le groupe permettant ainsi à Halagahu de jouer. 
Puis, en début de saison 2023-2024, il signe son premier contrat professionnel avec son club formateur, à l'âge de 22 ans. Accompagné par le Gallois Alun Wyn Jones, il s'impose peu à peu dans le XV de départ toulonnais et réalise de bonnes performances. Il est récompensé de son bon début de saison lorsqu'il est sélectionné pour la première fois en équipe de France par Fabien Galthié pour le Tournoi des Six Nations 2024,.
Lors de l'été 2025, il est retenu pour la tournée estivale du XV de France en Nouvelle-Zélande, et est nommé titulaire pour le deuxième match de la tournée à Wellington. Le 12 juillet, il honore officiellement sa première sélection face aux All Blacks.

## Statistiques en équipe nationale
Au 19 juillet 2025, Matthias Halagahu compte 2 capes en équipe de France, dont 2 en tant que titulaire, depuis le 12 juillet 2025 contre la Nouvelle-Zélande.
| Année | Compétition | Matchs | Points | Essais |
| ----- | ----------- | ------ | ------ | ------ |
| 2025  | Test matchs | 2      | 0      | 0      |
| Total | Total       | 2      | 0      | 0      |